# Mary Wills
Mary Wills   (Prescott, 4 de juliol de 1914 - Sedona, 7 de febrer de 1997) fou una dissenyadora de roba nord-americana de pel·lícules, guanyadora d'un premi Oscar.

## Biografia
Va néixer el 4 de juliol de 1914 a la ciutat de Prescott, població situada a l'estat nord-americà d'Arizona. A la dècada de 1930 es traslladà a viure amb la seva família a Albuquerque (Nou Mèxic).
Willis va estudiar a la Universitat d'Arizona abans de completar la seva llicenciatura a la Universitat de Nou Mèxic. Va començar la seva carrera creant escenografies i vestuari a la Universitat de Nou Mèxic a Albuquerque. Va obtenir un màster a la Yale University Art and Drama School.
La seva primera feina a Hollywood va ser treballar com a dibuixant a Gone with the Wind.
Va ser nominada als Oscar set vegades, guanyant l'Acadèmia pels seus dissenys acolorits per El meravellós món dels germans Grimm el 1962. A més de dissenyar per al cinema, també ha treballat en espectacles en directe, com ara Shipstead & Johnson's Ice Follies i New Buffalo Bill Wild West Show.
Wills va morir a Sedona, Arizona, als 82 anys d'insuficiència renal. Els seus esbossos originals formen part de la col·lecció al Los Angeles County Museum of Art.

## Premis

### Premi Oscar
| 1952 | Millor vestuari color         | El fabulós Andersen (juntament amb Antoni Clavé i Barbara Karinska) | Nominat   |
| 1955 | Millor vestuari color         | The Virgin Queen (juntament amb Charles Le Maire)                   | Nominat   |
| 1956 | Millor vestuari blanc i negre | Teenage Rebel (juntament amb Charles Le Maire)                      | Nominat   |
| 1958 | Millor vestuari blanc i negre | A Certain Smile (juntament amb Charles Le Maire)                    | Nominat   |
| 1959 | Millor vestuari blanc i negre | The Diary of Anne Frank (juntament amb Charles Le Maire)            | Nominat   |
| 1959 | Millor vestuari color         | El meravellós món dels germans Grimm                                | Guanyador |
| 1976 | Millor vestuari               | The Passover Plot                                                   | Nominat   |